# Rita
Rita (titlul original: în letonă Rita) este un film dramatic sovietic, din RSS Letonă, realizat în 1957 de regizoarea Ada Neretniece, protagoniști fiind actorii Inese Gulbe și Eduards Pāvuls. 

## Rezumat
Ultima vară a celui de-al doilea război mondial într-un sat pescăresc leton. Rita, în vârstă de zece ani, își riscă viața, îngrijind și asigurând ce este necesar pentru prizonierii de război salvați de pescari, un francez, un rus și doi letoni, care sunt ascunși în podul unei școli transformată în depozit de către armata germană.

## Distribuție
- Inese Gulbe – Rita / Inese
- Eduards Pāvuls – Sergejs
- Valdemārs Zandbergs – Māris
- Arnolds Liniņš – Pjērs
- Roberts Ligers – Aivars
- Harijs Avens – bunicul Lūsis
- Imants Skrastiņš – Artūrs
- Lilija Žvīgule – Marta
- Jānis Grantiņš – Ērihs
- Arnolds Milbrets – Berts
- Harijs Misiņš – Kamerers
- Velta Līne – soția lui Kamerers
- M. Lapiņš – micuțul Artūrs
- I. Lapiņa – micuța Inese

## Premii
- 1959:  Premiul pentru regie a Republicilor Baltice și la Festivalul Internațional de film din Vilnius.
- 1959: Premiul la Festivalul Unional de Film din Kiev